# Rykka
Christina Maria Rieder (Vancouver, 1986), beter bekend onder de artiestennaam Rykka, is een Canadees zanger.

## Biografie
Rieder is geboren in Canada en heeft een Zwitserse vader en een Nederlandse moeder. Op vijftienjarige leeftijd begon Rieder muziek te schrijven. Na eerder enkele platen onder verschillende artiestennamen te hebben gemaakt, bracht Rieder in 2012 het album Kodiak uit onder de naam Rykka. Vanaf 2013 begon ze ook op te treden in Zwitserland.
In februari 2016 nam Rieder deel aan de Zwitserse preselectie voor het Eurovisiesongfestival, die de zanger met The last of our kind ook wint. Dankzij deze winst vertegenwoordigde Rieder Zwitserland op het Eurovisiesongfestival 2016, dat gehouden werd in de Zweedse hoofdstad Stockholm. Rieder eindigde hier laatste in de halve finale.